# Махешкхалі (упазіла)
Махешкха́лі (бенг. মহেশখালী, англ. Maheshkhali) — одна з 7 упазіл зіли Коксс-Базар регіону Читтагонг Бангладеш, розташована у центрі зіли.
Населення — 256 546 осіб (2008; 219 520 в 1991).

## Адміністративний поділ
До складу упазіли входять 8 вардів:
| Зіла                   | Площа, км² | Населення, осіб (2008) |
| ---------------------- | ---------- | ---------------------- |
| Бара-Махескхалі        | -          | 58832                  |
| * Махешкхалі-Паурашава | -          | 21907                  |
| Кутубджом              | -          | 20583                  |
| Дхалгхата              | -          | 11584                  |
| Калармарчхара          | -          | 42850                  |
| Матарбарі              | -          | 36309                  |
| Сафлапур               | -          | 25280                  |
| Хоанак                 | -          | 41208                  |
| Чхотамонес-Кхалі       | -          | 19920                  |